# Llibres de Samuel
El llibre de Samuel (en hebreu: שְׁמוּאֵל Shmuel) és un dels llibres històrics de l'Antic Testament de la Bíblia cristiana i el vuitè llibre de la Tanakh jueva. A l'Antic Testament es va considerar convenient dividir el llibre, per la seva gran extensió, en dos rotlles o parts, conegudes com a primer i segon llibre de Samuel.
Cap dels dos llibres no contenen històries completes, ja que l'objectiu és presentar la història del regne i el seu desenvolupament, i no pas els esdeveniments dels regnats dels governants.

## Primer de Samuel
El primer llibre, que se sol referenciar com a 1 Sam o bé 1 Samuel, té 31 capítols i abasta un període de 100 anys i coincideix amb la vida del profeta Samuel. Conté les històries d'Elí, Samuel i Saül; l'exili de David i el duel de David contra Goliat (capítol 17).
- Capítols 1 i 2: Naixement de Samuel.
- Capítol 3: Vocació de Samuel.
- Capítols 3 a 7: Judicatura de Samuel.
- Capítols 8 a 10: Elecció de Saül com a rei.
- Capítols 11 a 15: Regnat de Saül i la seva desobediència al tetragrama bíblic YHWH (Jahvè).
- Capítols 16 a 18: Joventut de David.
- Capítols 19 a 26: Expulsió i vida a l'exili de David.
- Capítols 27 a 31: Mort de Saül a una batalla contra el poble filisteu, el poble fundador de Gaza, Ascaló i Asdod entre altres ciutats.

## Segon de Samuel
El segon llibre, que se sol referenciar com a 2 Sam o bé 2 Samuel, té 24 capítols i abasta un període de prop de 50 anys. El seu contingut ocorre durant el regnat de David:
- Capítols 1 a 6: Consagració de David com a rei i la seva conquesta de Jerusalem.
- Capítols 7 a 10: Altres empreses militars de David.
- Capítols 11 i 12: L'adulteri de David amb Betsabé, la dona del seu soldat heroi Uries l'Hitita, i l'assassinat d'ell per part de David.
- Capítols 13 i 14: Violació de Tamar (filla de David) per Amnon (fill de David amb una altra dona) i assassinat d'Amnon com a venjança per la seva germana d'un altre fill de David, Absalom.
- Capítols 15 a 19: Rebel·lió d'Absalom contra el seu pare David, pujada al tron de Jerusalem i posterior derrota a favor del seu pare.
- Capítols 20 a 24: Apèndix amb diversos esdeveniments succeïts durant el regnat del rei David, però, no pas cronològicament.